# Triorla parastriola
Triorla parastriola är en tvåvingeart som beskrevs av Pamplona och De Cima Aires 1999. Triorla parastriola ingår i släktet Triorla och familjen rovflugor. Inga underarter finns listade i Catalogue of Life.